# Okalica
Okalica – rzeka, lewostronny dopływ Łeby o długości 18,86 km. 
Źródła rzeki znajdują się w okolicy Zakrzewa na północno-zachodnim krańcu Pojezierza Kaszubskiego. Przepływa przez kompleks leśny Puszczy Kaszubskiej i przez obszar gmin Cewice i Nowa Wieś Lęborska (miejscowości: Okalice, Osowo Lęborskie i Malczyce).

Dopływy: prawy - Świniucha, lewy - Sopot
Uchodzi do Łeby w Lęborku.